# Yurick Seinpaal
Yurick Seinpaal (ur. 12 listopada 1995 w Kralendijk, Bonaire) – piłkarz z Bonaire, grający na pozycji napastnika.

## Kariera piłkarska

### Kariera klubowa
Od 2013 występuje w klubie SV Uruguay.

### Kariera reprezentacyjna
14 listopada 2013 debiutował w narodowej reprezentacji Bonaire. Łącznie rozegrał 7 meczów i strzelił 3 goli.